# Fatoumata Kébé
Fatoumata Kébé (Montreuil, França, 26 de juny de 1986) és una astrònoma, astrofísica i educadora francesa. Està especialitzada en la brossa espacial. L'any 2018 va ser considerada per Vanity Fair una de les franceses més influents.
Kébé va néixer a Montreuil (Sena Saint-Denis) i es va criar a Noisy-le-Sec. Es va interessar en l'espai des que era nena, quan a l'edat de vuit anys va descobrir una enciclopèdia d'astronomia del seu pare. Va estudiar mecànica dels fluids com a estudis de postgrau a la Universitat Pierre i Marie Curie, mentre treballava en diverses feines. Kébé va treballar en la brossa espacial durant el seu doctorat, especialitzant-se en el modelatge dels esdeveniments de fragmentació per fer seguiment del moviment de la brossa espacial. Va treballar a l'Observatori de París de la Universitat Pierre i Marie Curie de París, a l'Institut per la Computació i la Mecànica Celestial d'Efemèrides. Va estudiar enginyeria espacial durant un any a la Universitat de Tòquio, on va treballar en la construcció de petits satèl·lits. Allí va iniciar Connected Eco, un projecte que treballa amb dones de Mali per protegir l'entorn de l'agricultura. Va dissenyar sensors alimentats amb energia solar que medeixen el nivell de sequera del sòl i envien informació per SMS als pagesos. El projecte va guanyar el premi Young Innovators Challenge de la Unió Internacional de Telecomunicacions. Li va ser atorgada una beca Aliança de Civilitzacions. Va obtenir el doctorat amb una tesi titulada Etude de l’influence des incréments de vitesse impulsionnels sur les trajectoires de débris spatiaux, l'any 2016. Ha estat becària de la NASA, del Centre Nacional de la Recerca Científica i de la Universitat Internacional de l'Espai.

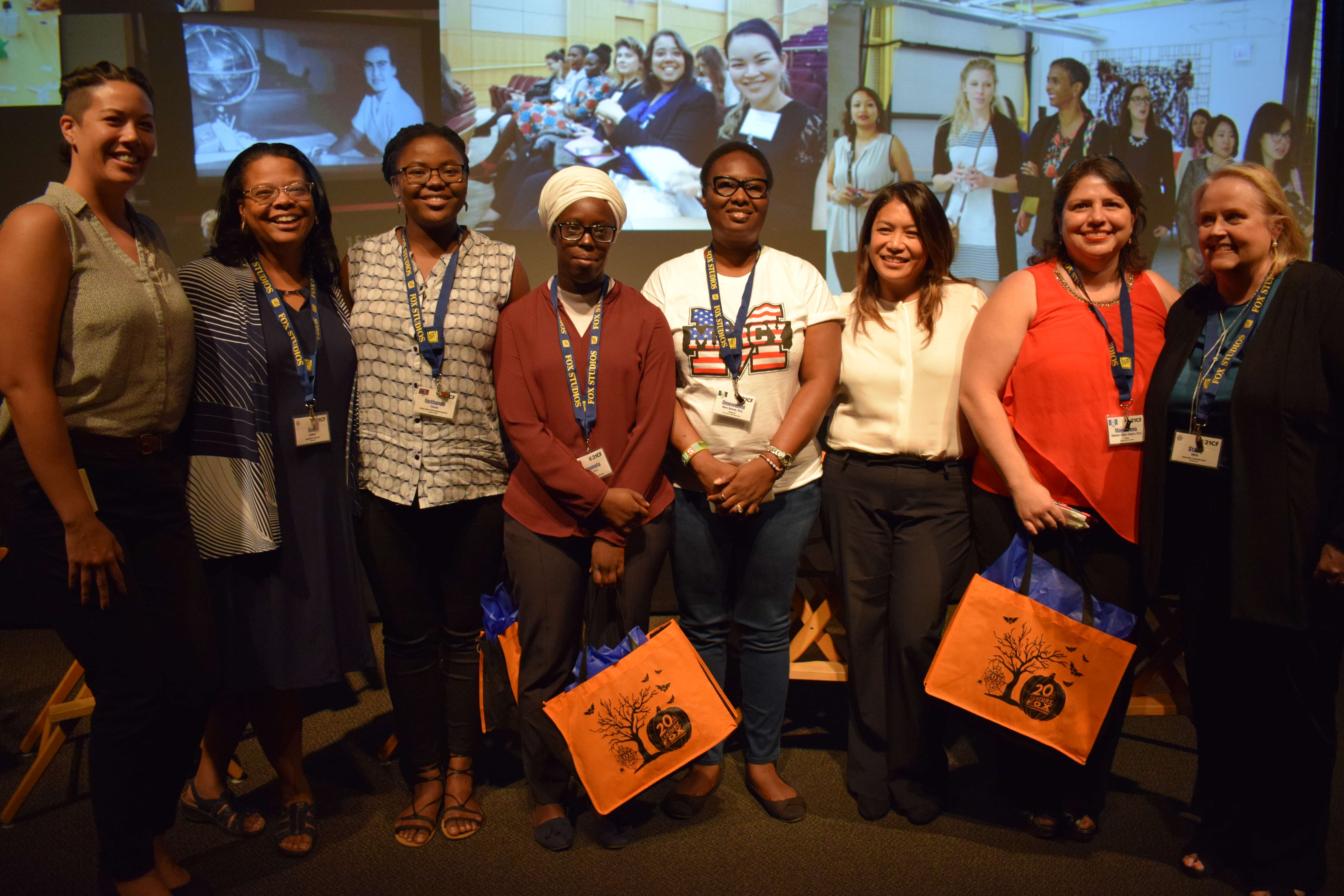
Kébé als estudis de 21st Century Fox, en el Programa de Lideratge Visitant Internacional Hiden No More (2017)

Kébé va figurar en l'exposició Space Girls Space Women de 2015, celebrada al Musée des Arts et Métiers de París. Ha impartit dues xerrades TED, Le ciel est un menteur i L'Astronomie, ma passion. Va ser convidada a la taula rodona sobre Dones en el sector Aeroespacial de l'Agència Europea de l'Espai. I fou una de les principals conferenciants en la cimera Change Now de 2017. Va ser seleccionada pel Departament d'Estat dels Estats Units per un Programa de Lideratge de Visitants Internacionals a l'octubre de 2017. El març de 2018 va ser presentada en una campanya de Glamour. Va ser inclosa en la llista Women scientists, figures in the shadows de Grazia.
Juntament amb la seva recerca, Kébé fa campanyes per a la millora de l'accés de les noies a l'astronomia i a la física. Va aparèixer a França Inter l'any 2017. Kébé va fundar l'associació Éphémérides, un programa que proporciona coneixements d'astronomia a estudiants d'institut amb pocs recursos. El programa està adreçat a persones de 12 a 15 anys. Treballa amb quatre universitats, incloses Sena Saint-Denis, Bobigny i Villetaneuse. Al 2018, Ephemerides es va presentar a Bamako. Finança el projecte amb diners de la Fundació de França.
Ha escrit diversos llibres i, entretant, es prepara també per a ser la primera dona astronauta a arribar a la Lluna.

## Obres
- La Lune est un roman, Slatkine (2019)
- Lettres à la Lune, Slatkine (2020)